# Ủy ban Năng lượng và Tài nguyên thiên nhiên Thượng viện Hoa Kỳ
Ủy ban Năng lượng và Tài nguyên Thiên nhiên Thượng viện Hoa Kỳ (tiếng Anh: United States Senate Committee on Energy and Natural Resources) là một ủy ban thường trực của Thượng viện Hoa Kỳ. Nó có quyền tài phán đối với các vấn đề liên quan đến năng lượng và tài nguyên khoáng sản, bao gồm cả phát triển hạt nhân; tưới tiêu và khai hoang, sở hữu lãnh thổ của Hoa Kỳ, các vùng đất tin cậy thuộc về các dân tộc bản địa của Hoa Kỳ, việc bảo tồn, sử dụng và định đoạt các vùng đất của liên bang. Nguồn gốc của nó bắt nguồn từ Ủy ban Nội vụ và Các vấn đề Nội địa. Năm 1977, nó trở thành Ủy ban về Năng lượng và Tài nguyên Thiên nhiên, và hầu hết các vấn đề liên quan đến thổ dân Mỹ, thổ dân Alaska và thổ dân Hawaii đã bị loại bỏ khỏi quyền tài phán của mình và được chuyển giao cho Ủy ban về các vấn đề người da đỏ.

## Thành viên của ủy ban trongQuốc hội khóa 117
| Đa số | Thiểu số |
| --- | --- |
| - Joe Manchin, Tây Virginia, Chủ tịch - Maria Cantwell, Washington - Ron Wyden, Oregon - Bernie Sanders, Vermont - Martin Heinrich, New Mexico - Mazie Hirono, Hawaii - Angus King, Maine - Catherine Cortez Masto, Nevada - Mark Kelly, Arizona - John Hickenlooper, Colorado | - John Barrasso, Wyoming, Thành viên Xếp hạng - Jim Risch, Idaho - Mike Lee, Utah - Steve Daines, Montana - Lisa Murkowski, Alaska - John Hoeven, North Dakota - James Lankford, Oklahoma - Bill Cassidy, Louisiana - Cindy Hyde-Smith, Mississippi - Roger Marshall, Kansas |

Ghi chú:
1. 1 2  Thượng nghị sĩ Sanders và King là các chính khách độc lập, nhưng họp kín với Đảng Dân chủ.

## Chủ tịch Ủy ban

### Ủy ban Đất công, 1816–1921
| Chủ tịch              | Đảng              | Tiểu bang    | Nhiệm kỳ  |
| --------------------- | ----------------- | ------------ | --------- |
| Jeremiah Morrow       | Dân chủ Cộng hòa  | Ohio         | 1816–1819 |
| Thomas Williams       | Dân chủ Cộng hòa  | Mississippi  | 1819–1820 |
| Jesse Thomas          | Dân chủ Cộng hòa  | Illinois     | 1820–1823 |
| David Barton          | Cộng hòa Quốc gia | Missouri     | 1823–1831 |
| William R. King       | Dân chủ           | Alabama      | 1831–1832 |
| Elias Kane            | Dân chủ           | Illinois     | 1832–1833 |
| George Poindexter     | Whig              | Mississippi  | 1833–1835 |
| Thomas Ewing          | Whig              | Ohio         | 1835–1836 |
| Robert Walker         | Dân chủ           | Mississippi  | 1836–1841 |
| Oliver Hampton Smith  | Whig              | Indiana      | 1841–1843 |
| William Woodbridge    | Whig              | Michigan     | 1843–1845 |
| Sidney Breese         | Dân chủ           | Illinois     | 1845–1849 |
| Alpheus Felch         | Dân chủ           | Michigan     | 1849–1853 |
| Solon Borland         | Dân chủ           | Arkansas     | 1853      |
| Augustus Dodge        | Dân chủ           | Iowa         | 1853–1855 |
| Charles E. Stuart     | Dân chủ           | Michigan     | 1855–1859 |
| Robert W. Johnson     | Dân chủ           | Arkansas     | 1859–1861 |
| James Harlan          | Cộng hòa          | Iowa         | 1861–1865 |
| Samuel Pomeroy        | Cộng hòa          | Kansas       | 1865–1873 |
| William Sprague       | Cộng hòa          | Rhode Island | 1873–1875 |
| Richard Oglesby       | Cộng hòa          | Illinois     | 1875–1879 |
| Joseph E. McDonald    | Dân chủ           | Indiana      | 1879–1881 |
| Preston Plumb         | Cộng hòa          | Kansas       | 1881–1891 |
| Joseph N. Dolph       | Cộng hòa          | Oregon       | 1891–1893 |
| James H. Berry        | Dân chủ           | Arkansas     | 1893–1895 |
| Fred T. Dubois        | Cộng hòa          | Idaho        | 1895–1897 |
| Henry C. Hansbrough   | Cộng hòa          | North Dakota | 1897–1908 |
| Knute Nelson          | Cộng hòa          | Minnesota    | 1908–1912 |
| Reed Smoot            | Cộng hòa          | Utah         | 1912–1913 |
| George E. Chamberlain | Dân chủ           | Oregon       | 1913–1915 |
| Henry L. Myers        | Dân chủ           | Montana      | 1915–1919 |
| Reed Smoot            | Cộng hòa          | Utah         | 1919–1921 |

### Ủy ban Đất công và Khảo sát, 1921–1947
| Chủ tịch                | Đảng     | Tiểu bang    | Nhiệm kỳ  |
| ----------------------- | -------- | ------------ | --------- |
| Reed Smoot              | Cộng hòa | Utah         | 1921–1923 |
| Irvine L. Lenroot       | Cộng hòa | Wisconsin    | 1923–1924 |
| Edwin F. Ladd           | Cộng hòa | North Dakota | 1924      |
| Robert Nelson Stanfield | Cộng hòa | Oregon       | 1924–1927 |
| Gerald P. Nye           | Cộng hòa | North Dakota | 1927–1933 |
| John B. Kendrick        | Dân chủ  | Wyoming      | 1933      |
| Robert F. Wagner        | Dân chủ  | New York     | 1933–1937 |
| Alva B. Adams           | Dân chủ  | Colorado     | 1937–1941 |
| Carl A. Hatch           | Dân chủ  | New Mexico   | 1941–1947 |

### Ủy ban Đất công, 1947–1948
| Chủ tịch    | Đảng     | Tiểu bang | Nhiệm kỳ  |
| ----------- | -------- | --------- | --------- |
| Hugh Butler | Cộng hòa | Nebraska  | 1947–1948 |

### Ủy ban Nội vụ và Các vấn đề Nội địa, 1948–1977
| Chủ tịch            | Đảng     | Tiểu bang  | Nhiệm kỳ  |
| ------------------- | -------- | ---------- | --------- |
| Hugh Butler         | Cộng hòa | Nebraska   | 1948–1949 |
| Joseph C. O'Mahoney | Dân chủ  | Wyoming    | 1949–1953 |
| Hugh Butler         | Cộng hòa | Nebraska   | 1953–1954 |
| Guy Cordon          | Cộng hòa | Oregon     | 1954–1955 |
| James E. Murray     | Dân chủ  | Montana    | 1955–1961 |
| Clinton P. Anderson | Dân chủ  | New Mexico | 1961–1963 |
| Scoop Jackson       | Dân chủ  | Washington | 1963–1977 |

### Ủy ban Năng lượng và Tài nguyên thiên nhiên, 1977 – nay
| Chủ tịch         | Đảng     | Tiểu bang    | Nhiệm kỳ  |
| ---------------- | -------- | ------------ | --------- |
| Scoop Jackson    | Dân chủ  | Washington   | 1977–1981 |
| James McClure    | Cộng hòa | Idaho        | 1981–1987 |
| Bennett Johnston | Dân chủ  | Louisiana    | 1987–1995 |
| Frank Murkowski  | Cộng hòa | Alaska       | 1995–2001 |
| Jeff Bingaman    | Dân chủ  | New Mexico   | 2001      |
| Frank Murkowski  | Cộng hòa | Alaska       | 2001      |
| Jeff Bingaman    | Dân chủ  | New Mexico   | 2001–2003 |
| Pete Domenici    | Cộng hòa | New Mexico   | 2003–2007 |
| Jeff Bingaman    | Dân chủ  | New Mexico   | 2007–2013 |
| Ron Wyden        | Dân chủ  | Oregon       | 2013–2014 |
| Mary Landrieu    | Dân chủ  | Louisiana    | 2014–2015 |
| Lisa Murkowski   | Cộng hòa | Alaska       | 2015–2021 |
| Joe Manchin      | Dân chủ  | West Virgina | 2021–nay  |